# Parlement prussien
La formule « parlement prussien » (en allemand Preußischer Landtag) désigne les assemblées représentatives de Prusse, d'abord dans la Prusse des chevaliers Teutoniques, puis dans la Prusse polonaise (1466-1772) et dans le duché de Prusse (1525-1701), puis dans le royaume de Prusse (1701-1918), enfin dans l'État libre de Prusse sous la république de Weimar. 

## Évolution historique de la «Prusse»
À l'origine, est appelé « Prusse » le territoire où vit le peuple balte des Prussiens (ou Borusses), grosso modo situé le long de la mer Baltique, entre la Vistule et le Niemen. Les Prussiens sont bordés par les Allemands à l'ouest (Poméranie), les Polonais au sud, les Lituaniens à l'est.
Au cours du Moyen Âge, ce territoire est conquis par les chevaliers Teutoniques, d'origine allemande ; la population se convertit au christianisme et se germanise ; les Prussiens d'origine disparaissent progressivement. Vers 1400, la Prusse est identifiée avec le territoire détenu par l'ordre Teutonique, qui s'étend d'ailleurs à l'ouest de la Vistule (Poméranie orientale). Les grandes villes sont Dantzig et Königsberg.
En 1466, le traité de Thorn de 1466 divise la Prusse teutonique en deux : la partie occidentale (avec Dantzig) revient au royaume de Pologne et devient la Prusse royale ou Prusse polonaise ; la partie orientale (avec Königsberg) reste à l'ordre Teutonique, plus ou moins tenu à une allégeance au royaume de Pologne.
En 1525, l'ordre Teutonique est sécularisé par son grand-maître, Albert de Brandebourg, en accord avec le royaume de Pologne (traité de Cracovie) et devient le duché de Prusse, ou Prusse ducale, fief vassal du roi de Pologne.
En 1618, le duché de Prusse échoit à l'électeur de Brandebourg, permettant l'association en union personnelle de deux territoires importants. En 1657, le traité de Wehlau met fin à la suzeraineté de la Pologne sur le duché de Prusse, qui est érigé en royaume en 1701. L'électeur de Brandebourg devient officiellement « roi en Prusse », puis « roi de Prusse » en 1772 . le mot « Prusse » désignE désormais tous les territoires qu'il contrôle : la capitale de la Prusse de Frédéric II est Berlin et non plus Königsberg.
Le royaume de Prusse évolue considérablement au cours des XVIIIe et XIXe siècles, notamment grâce aux trois partages de la Pologne. Bien que le roi de Prusse devienne empereur d'Allemagne en 1871, le royaume de Prusse continue d'exister jusqu'en 1918, et devient un des États de la république de Weimar (1919-1933).

## Première période

### Le Landtag de Prusse teutonique (jusqu'en 1525)
Le premier Landtag prussien est établi par les chevaliers Teutoniques pour apaiser la population locale, qui a des relations tendues avec l'ordre,, formé de nobles immigrés d'Allemagne pour une grande part.
Il est réuni aux environs de 1370. Il est formé au départ par les villes ayant de droit de battre monnaie aux côtés de l'ordre Teutonique :  Braunsberg (Braniewo), Culm (Chełmno), Elbing (Elbląg), Dantzig (Gdańsk), Königsberg (Królewiec) et Thorn (Toruń). D'autres villes se sont ajoutées par la suite,. Cette assemblée se réunit en moyenne 4 fois par an et traite des problèmes liés au commerce et à la politique étrangère,, c'est-à-dire aux relations, souvent belliqueuses, entre l'ordre et ses voisins polonais et lituanien, qui ont le même monarque à partir de 1386. 
La défaite des chevaliers Teutoniques à Grunwald en 1410, suivie du traité de Thorn de 1411, occasionne quelques pertes territoriales, mais surtout impose à l'ordre une indemnité de guerre énorme, qui provoque une aggravation des problèmes financiers. L'ordre est amené à faire des emprunts, mais aussi à confisquer des biens ecclésiastiques et à augmenter les impôts. 
Les Prussiens possédant le droit de frapper la monnaie se réunissent alors pour discuter d'une dévaluation et une augmentation de la masse monétaire. Cela conduit à de l'inflation. Se posent particulièrement les titres obligataires dont la valeur nominale n'a pas été changée. En 1418, une loi résolut le problème en ajoutant un intérêt aux sommes remboursées en nouvelle monnaie. 
Ces problèmes amène les villes prussiennes envisager un rapprochement avec le roi de Pologne,. Norman Housley pense que cela a eu un rôle important dans l'échec politique de l'ordre. Ce changement d'allégeance se manifeste d'abord de façon passive, le Landtag refusant de voter de nouvelles taxes pour financer la guerre contre la Pologne. Dans les années 1430, le conflit devient plus fort et aboutit à une rébellion ouverte,, la Ligue de Prusse, formée en 1441, puis à la guerre de Treize Ans et à la partition du territoire prussien au traité de Thorn de 1466.

### Le Landtag de Prusse royale ou Prusse polonaise (1466-1772)
La partie ouest de la Prusse devient polonaise après le traité de Thorn, mais conserve une certaine autonomie dans le cadre du royaume de Pologne. 
Un des membres les plus célèbres du Landtag de Prusse royale est Nicolas Copernic, chanoine de Varmie (ou Ermland), qui a rédigé trois notes sur les questions monétaires, décrivant des phénomènes similaires à ceux de la loi de Gresham. Les dévaluations sont néfastes aux finances prussiennes, le gros est dévalué, passant d'un poids de 1/5e de l'étalon utilisé à 1/6e. En 1517, 1519 et 1526, il propose de revenir à la loi de 1418, mais les villes refusent. En effet, elles se sont beaucoup endettées et la dévaluation est pour elles un moyen d'alléger leur fardeau. 
Par ailleurs, la noblesse de Prusse royale participe à l'élection du roi de Pologne. La Prusse royale dispose d'un parlement appelé diétine, ainsi que de représentants à la chambres des nonces et au Sénat de Pologne (pl). Par ailleurs la Prusse royale disposé d'un Landesrat, parlement figurant uniquement dans la région, même si ce dernier a partiellement fusionné avec le sejmik après l'union de Lublin.

### Le Landtag du duché de Prusse (1525-1701)

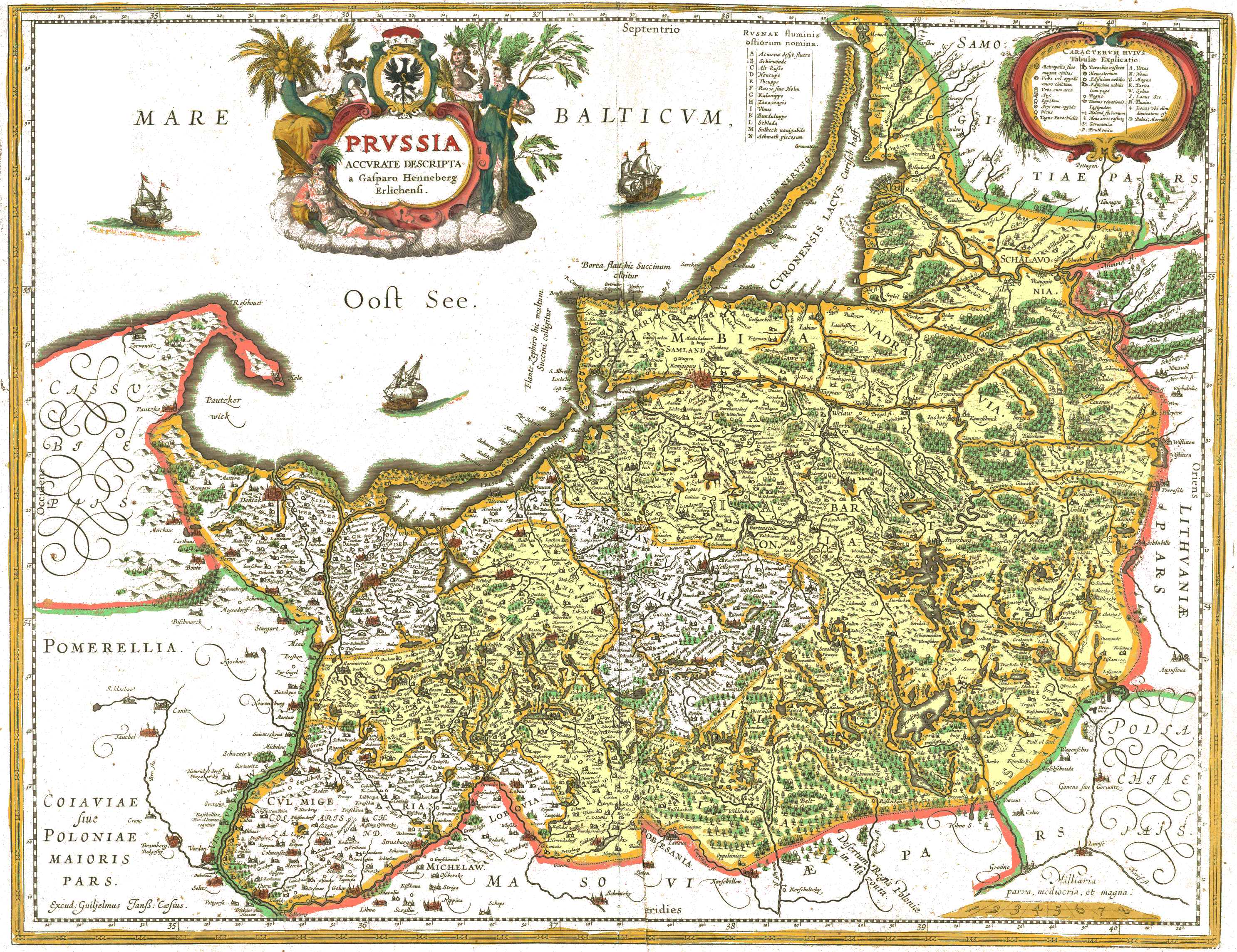
Prusse en 1576 : le duché de Prusse est en couleur, la Prusse royale non, carte de C. Henneberg

Dans le duché de Prusse établi en avril 1525, la diète de Königsberg promulgue le 10 décembre 1525 le règlement ecclésiastique de l'Église territoriale, selon les normes du protestantisme luthérien, devenu religion d'État par le mandement du 6 juillet 1525.
Les nobles du duché de Prusse, fief du royaume de Pologne, n'ont pas de représentation à la Diète de Pologne, contrairement à ceux de Prusse royale.

## Deuxième période (à partir de 1701)

### La période de la monarchie absolue
L'association de la Prusse et du Brandebourg a lieu au profit d'une politique absolutiste, de sorte que le pouvoir du Landtag diminue,,.
Les parlements de Prusse occidentale et orientale, qui furent réorganisés en 1772 la partie orientale récupérant la Vistule, contribuèrent au progrès de l'agriculture. Les guerres de Silésie conduisirent à une forte augmentation des taxes qui créa un fort endettement de la population prussienne. 
Jusqu'à la fin du XVIIIe siècle, les propriétaires terriens n'étaient pas libres de revendre leur domaine à leur guise. 
Pour permettre la circulation monétaire, la session du parlement de 1787 en province de Prusse-Occidentale et de 1788 en Prusse orientale, prirent la décision de créer deux établissements de crédit appelés respectivement Westpreussische Landschaft et Ostpreussische Landschaft. 
Les membres du parlement, principalement membres de la noblesse, et leurs débiteurs étaient en fait les mêmes personnes. Afin de pouvoir emprunter, ils créèrent ces établissements de crédit permettant de mutualiser les risques. Cela mena à des polémiques, les propriétaires surendettés profitant des liquidités de ceux qui en avait encore. Certains voulaient abolir le régime féodal, tandis que d'autres désiraient son rétablissement total.

### La période 1806-1848

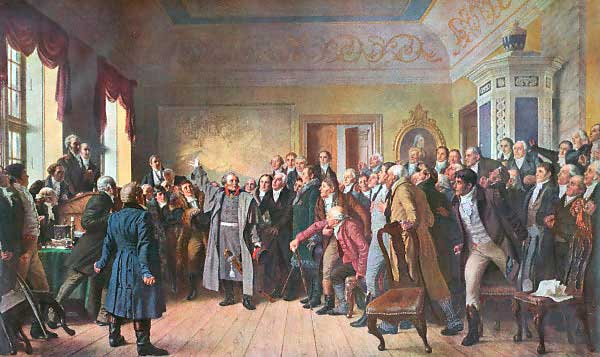
Yorck s'adressant au Landtag le 5 février 1813, par Otto Brausewetter.

Après les défaites de 1806 face à Napoléon (guerre de la quatrième coalition), le royaume de Prusse connaît un affaiblissement momentané, mais cet état de faiblesse est contrebalancé par de multiples réformes intérieures, dont les effets se font également sentir sur l'activité du parlement.
Ainsi, le Landtag joue un rôle politique important, notamment pour permettre le financement des dépenses liées à la défaite de 1806. Le roi Frédéric-Guillaume II de Prusse a en effet besoin de fonds pour payer aux Français une indemnité de guerre de 140 millions de Taler, soit environ une année du budget du royaume d'avant les guerres. En 1807, le parlement et le roi parviennent à une accord, ce dernier était accepté dans l'établissement de crédit, en partie grâce à ses domaines sur les territoires du duché en échange de quoi il était garant pour les obligations sécurisées émises pour financer le budget royal. 
En contrepartie, le parlement intègre des députés représentant les paysans libres (selon le droit de Culm), appelés Kölmer, propriétaires du sixième des terres arables de Prusse orientale et les propriétaires terriens non nobles, possesseurs de 10 % des terres féodales, principalement grâce au rachat, rare et compliqué, de terres de nobles surendettés. Grâce à cette inclusion, ces catégories disposent d'un accès au crédit, tout en étant également prêteurs.
Le 9 octobre 1807, le ministre prussien Heinrich Friedrich Karl vom Stein libéralise par un édit la vente de domaines et abolit le servage. La libéralisation de la cession de ces terres permet le développement massif du phénomène de l'hypothèque, permettant à la fois aux propriétaires d'emprunter pour moderniser leur exploitation et pour payer l'indemnité due à la France.
Quand en 1813, le roi de Prusse, allié de la France depuis 1812, refusa de profiter de la défaite française en Russie, les membres du parlement décident de prendre de vitesse le roi. Le 23 janvier le comte Friedrich Ferdinand Alexander zu Dohna-Schlobitten, président du Landtag, s'exprima en faveur de la constitution d'une armée, destinée à lutter contre les Français. Après avoir débattu de la trahison du général Ludwig Yorck, qui voulait créer une armée de libération de la Prusse outrepassant en cela les ordres royaux, il votèrent unanimement le 7 février pour financement et le recrutement d'une armée de 20 000 hommes, plus 10 000 en réserve, sur proposition du général York, de Clausewitz et de Stein. Le roi se voyait forcer la main, mais attendit jusqu'au 17 mars pour approuver leur initiative.
Cette initiative ne fut cependant pas récompensée par le monarque, qui remettait toujours au lendemain sa promesse d'introduire un pouvoir législatif pour l'ensemble de la monarchie. Ce n'est qu'à la révolution de mars que la Prusse reçut pour la première fois une constitution transformant le Landtag en parlement national.

### La période 1849–1918

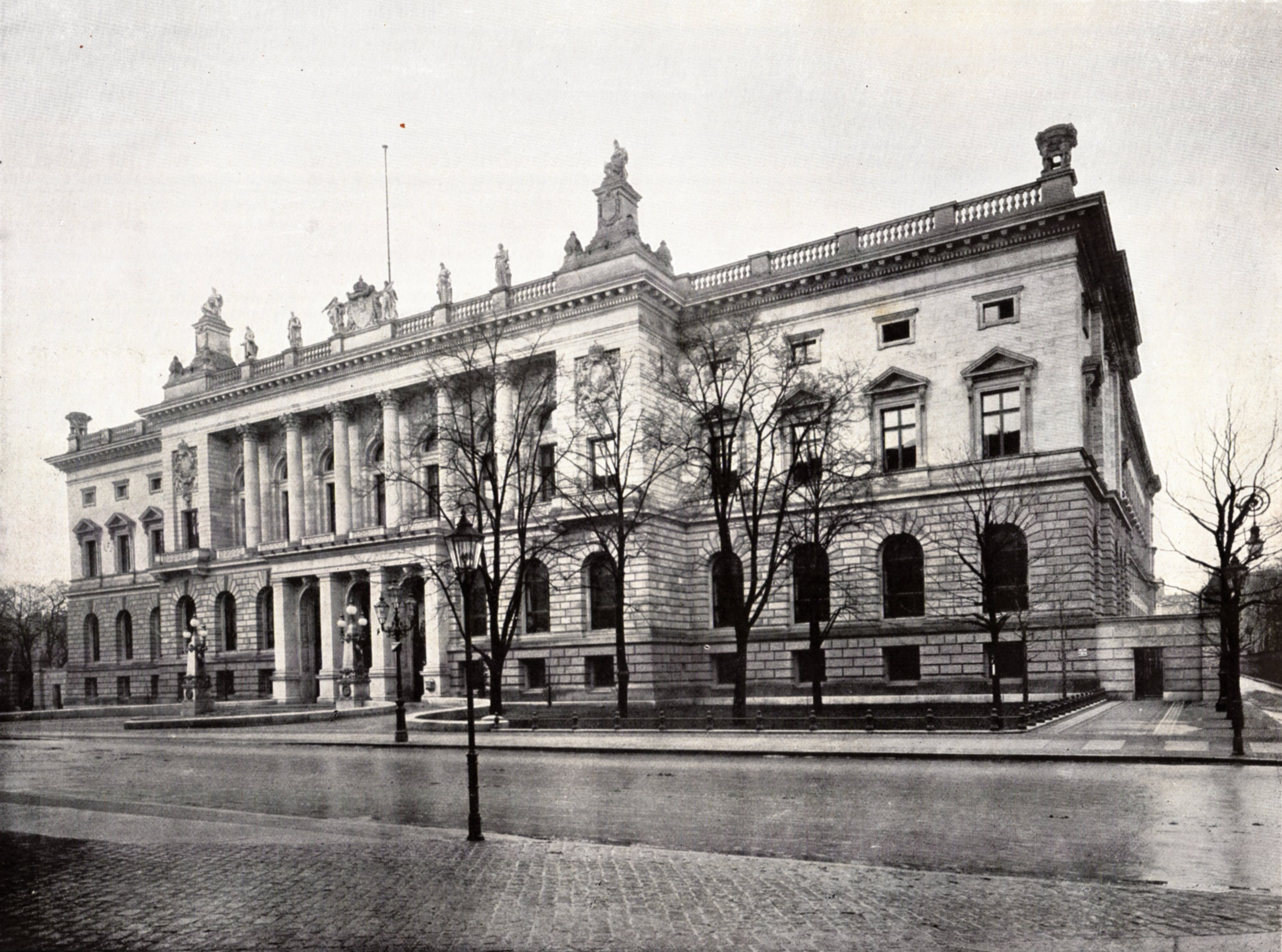
Chambre des représentants de Prusse aux alentours de 1900, peu après l'inauguration du nouveau bâtiment

Le parlement prussien apparaît après la disparition de l'assemblée nationale prussienne et l'introduction de la constitution de 1849. Il est alors constitué de deux chambres : la chambre basse est la chambre des représentants de Prusse (dite seconde chambre jusqu'en 1855), la chambre haute est la chambre des seigneurs de Prusse (dite première chambre jusqu'en 1855). À l'origine la première chambre (Erste Kammer) était élue par les citoyens payant plus de 8 Taler d'impôt par an ou percevant des revenus annuels de plus de 500 Taler ou possédant pour plus de 5 000 Taler de propriété. Une première réforme en 1850 fit que seule une partie de la première chambre est élue, les autres membres étaient nommés par le roi et d'autres recevaient des sièges héréditaires. En 1853, à la suite d'une seconde réforme plus aucun membre de cette assemblée n'est élu. Les aînés de chaque famille de la noblesse médiatisée reçurent un siège, à ceux-ci s'ajoutaient les membres nommés par le roi, certains de manière héréditaire, et également les maires de certaines grandes villes et les directeurs de certaines institutions.
Les membres de la chambres des représentants de Prusse étaient élus grâce au système des trois classes jusqu'en 1918. Ce système d'élection indirecte consistait à répartir les citoyens en trois classes en fonction du montant de leurs impôts. Chaque classe avait le même poids dans l'assemblée. Les riches citoyens avaient en conséquence une bien plus grande influence politique que les autres membres de la population. La réforme de ce système de vote était un sujet récurrent dans les discussions politiques prussiennes au XIXe et XXe siècles.
Malgré ce système d'élection, la chambre des représentants représente un progrès par rapport à la situation antérieure à 1848, notamment parce qu'elle représente effectivement la population et n'est pas une assemblée de nobles. Elle participe activement au processus législatif, même si elle n'a pas l'initiative de la rédaction des lois, laissée au gouvernement et au roi. Son pouvoir est particulièrement palpable dans la question du budget. Par ailleurs, elle a une responsabilité juridique et politique face aux ministres. Ce pouvoir est cependant limité, d'une part par la chambre des seigneurs, très conservatrice, qui a de facto un droit de veto sur les décisions de la chambre basse. 
Pendant la période dite réactionnaire, la chambre basse était relativement faible politiquement. Cela changea avec la « nouvelle ère » (Neue Ära) dans les années 1860 beaucoup plus libérale. Les relations du parlement, libéral à l'époque, avec le chancelier Otto von Bismarck étaient l'objet de toutes les attentions et souvent sources de conflits, comme pendant le conflit constitutionnel prussien.

## La période de la république de Weimar (1918–1933)
En 1918, le conseil ouvrier décida l'organisation d'élections libres pour former l'assemblée nationale de Weimar. À la fin de l'année 1918, le parti communiste allemand, KPD fut fondé dans la Festsaal.

### Structure
Après la révolution de novembre un nouveau Landtag prussien est élu. Il vota en 1921 une nouvelle constitution pour l'État libre de Prusse. Elle prévoyait d'élire le parlement tous les 4 ans. Celui-ci avait le droit de s'autodissoudre si la majorité de ses membres en décidaient ainsi. Il avait également la possibilité de faire démissionner son président, le ministre-président de Prusse, ainsi que le président de la chambre haute : le Staatsrat. On pouvait également écourter une législature au moyen d'un référendum. Par ailleurs, un cinquième de l'effectif était nécessaire afin de former une commission d'enquête. Lorsque l'assemblée ne siégeait pas, un comité permanent s'occupait d'expédier les affaires courantes.
Le parlement avait pour mission la discussion et le vote des lois. Pour modifier la constitution, une majorité de deux tiers était nécessaire. Le Landtag élisait également le ministre-président. Il pouvait par la suite lui retirer sa confiance, tout comme il pouvait le faire avec les autres membres du gouvernement. Une majorité de deux tiers permettait au parlement de faire comparaître un ministre devant la cour suprême (Staatsgerichtshof).
Les lois régissant les élections dataient de 1920 puis de 1924. Elles prévoyaient que toute personne, homme ou femme, disposant de ses droits civiques, âgée d'au moins 20 ans avait le droit de vote, et devenait éligible à l'âge de 25 ans.

### Législature de 1921 à 1925
Pendant la période de rédaction de la constitution la majorité était déjà constituée de membres de la coalition de Weimar c'est-à-dire : du SPD, parti démocratique allemand (DDP) et du Zentrum. Les élections du 20 février 1921 affaiblirent la position à la fois du SPD et du parti démocratique allemand, à l'inverse le parti populaire national allemand (DNVP), le parti populaire allemand (DVP) et le parti communiste d'Allemagne étaient les grands gagnants de l'élection. Cependant, malgré cette perte de sièges, la coalition de Weimar garda la majorité au parlement.
La formation d'un nouveau gouvernement a été problématique car le Zentrum et le DDP voulaient intégrer le DVP à la coalition, ce à quoi s'opposait une large majorité du SPD. Ils considéraient en effet que le DVP était un parti anti-républicain. Les émeutes ouvrières de mars 1921 montrèrent néanmoins qu'un gouvernement plus stable était nécessaire. 
Adam Stegerwald, membre du Zentrum, fut élu ministre-président par le parlement. Le SPD ne l'ayant pas soutenu, et n'ayant par conséquent été élu qu'au terme d'une seconde élection, il forma un cabinet ministériel uniquement constitué de membres du Zentrum, du DDP et d'indépendants. Finalement, il fit marche arrière et attribua des ministères prévus pour le DVP au SPD.
Après l'assassinat de Matthias Erzberger, Friedrich Ebert, secrétaire général du SPD, obtient le soutien du DVP au niveau national afin de faire voter une loi sur la protection de la république. Cela détendit les relations entre les deux partis et lors de son assemblée générale, dite programme de Görlitzer (de), le SPD décida de changer sa position vis-à-vis du DVP. La coalition avait aussi à faire face à des pressions sur le plan international, la SDN voulant diviser la province de Haute-Silésie entre l'Allemagne et la Pologne. 
Ce faisant Carl Severing commença la formation d'une nouvelle coalition. En novembre Stegerwald présenta sa démission et fut remplacé par Otto Braun (SPD) au poste de ministre-président. Ce dernier forma une coalition contenant cette fois le DVP.
Parmi les décisions importantes du parlement on notera la tentative d'abolition de la peine de mort de 1922, qui fut cependant rejetée. Un autre vote, afin de séparer la province de Hanovre de celle de Prusse, fut également rejetée à la majorité. Les principaux acteurs de la coalition étaient Joseph Heß (de) du Zentrum et Ernst Heilmann pour le SPD. Ils réussirent notamment à concilier les exigences parfois difficilement compatibles entre aile gauche du SPD et conservateurs du Zentrum.
En ces temps de crise, surtout en 1923, la stabilité politique du parlement prussien est assez remarquable.

### Législature de 1924 à 1928

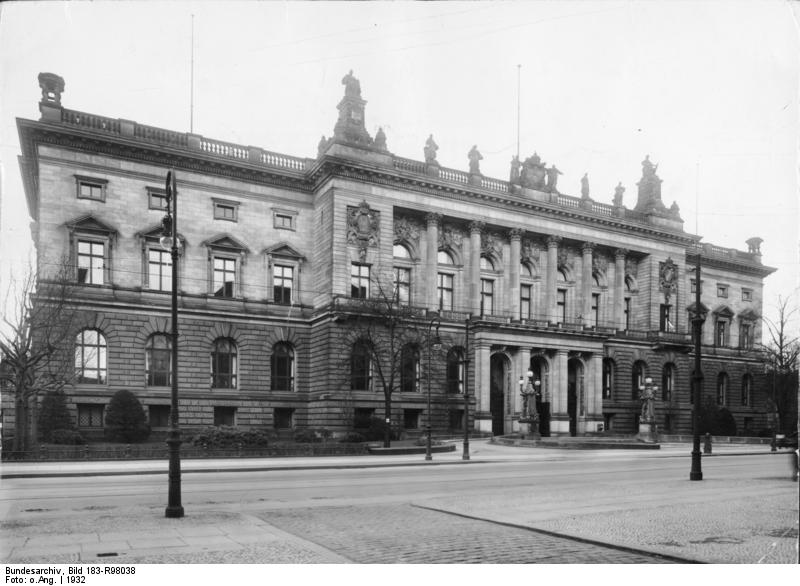
Chambre des représentants en 1932

Les secondes élections eurent lieu le 7 décembre 1924. Le DVP perdit des sièges à l'inverse du DNVP. Peu avant la constitution du nouveau parlement, un vote de confiance eut lieu contre l'équipe dirigeante à savoir : Otto Braun, Carl Severing et Wilhelm Siering (de). Cette tentative initiée par le DVP, le DNVP et le KDP réussit de peu à 221 voix contre 221, ce qui obligea le gouvernement à présenter sa démission. Malgré cela Otto Braun est réélu ministre-président, mais il refusa le résultat de l'élection. Cela conduisit à l'élection de Wilhelm Marx (Zentrum) au second tour, mais il n'arriva pas à se constituer une majorité stable. Par la suite Hermann Höpker-Aschoff (de) (DDP) fut élu sans pouvoir non plus entrer en fonction dans les faits. C'est finalement Otto Braun qui constitua avec succès un nouveau gouvernement le 3 avril 1925. Ce gouvernement survécut à un vote de confiance en mai 1925. Une des principales mesures de la législature fut la dissolution de la division administrative du district de domaine.

### Législature de 1928 à 1932

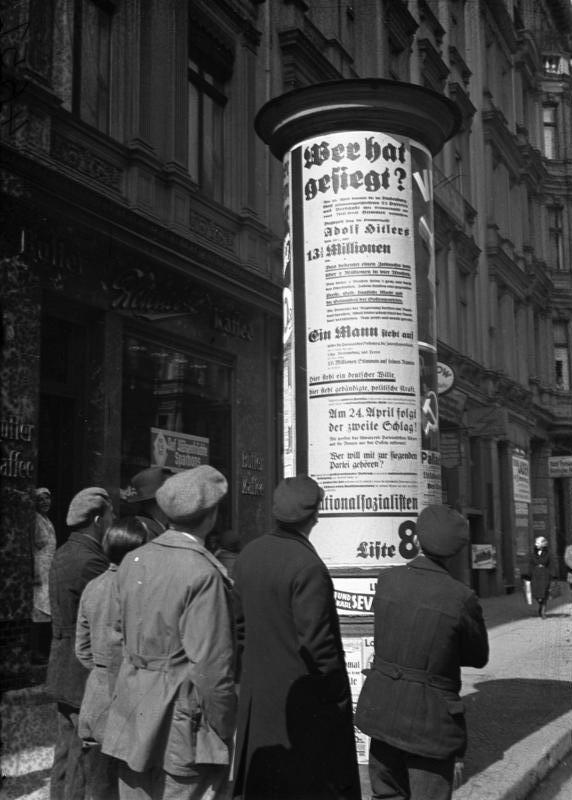
Affiche électorale du NSDAP pour les élections de 1932

Les élections de 1928 virent la victoire de la gauche. Les partis bourgeois : DDP, DVP et DNVP et le Zentrum perdirent du terrain. Des petits partis émergèrent également comme le Wirtschaftspartei (parti économique). La coalition de Weimar sortit renforcée de cette élection et disposait alors d'une large majorité.
La signature d'un concordat de Prusse en 1929 avec le Saint-siège garantit aux catholiques le libre exercice de leur religion.
Début 1931, les partis de droite (DNVP, NSDAP, Stahlhelm...) soutenu par le KPD firent tenir un référendum pour la dissolution du parlement prussien. Celui-ci se solda par un échec.

### Fin de la république de Weimar
Le NSDAP remporte largement les élections de 1932 avec 37 % des voix, soit une progression de 34 % par rapport aux élections de 1928. Avec le KPD, ils formaient une majorité d’extrémistes au parlement, ce qui rendait impossible la formation d'un gouvernement parlementaire. Le gouvernement Braun resta donc en place. Le 20 juillet 1932 un coup de force mit au pouvoir le cabinet von Papen. Le président allemand Paul von Hindenburg nomma officiellement Franz von Papen Reichskommissar de Prusse dans la foulée, entérinant la transition.
Après l'accession au pouvoir d'Hitler, le parlement prussien n'arriva pas à s'autodissoudre, les membres du SPD, le Deutsche Staatspartei, le Zentrum et le KPD s'y opposant. Braun disposant toujours du poste de ministre-président rejeta également la proposition. Ce n'est qu'au moment où von Papen prit officiellement la place de Braun et que Konrad Adenauer, alors président du Staatsrat, refusa de prendre part aux sessions, que le parlement fut dissous.
Le 5 mars 1933 on procéda à de nouvelles élections. Le NSDAP et le Kampffront Schwarz-Weiß-Rot (de) (ex DNVP) obtinrent la majorité absolue. Hermann Göring fut nommé ministre-président par Hitler. Le 18 mai 1933 le parlement vote de manière favorable à la une loi des pleins pouvoir pour la Prusse. Ce fut la dernière cession du parlement, en octobre 1933, le parlement est finalement dissous en même temps que le Reichstag.

### Présidence de 1921 à 1933
| Législature | Président                                                       | Parti | 1er Vice-Président | Parti   | 2e Vice-Président                                         | Parti   | 3e Vice-Président                                      | Parti |
| ----------- | --------------------------------------------------------------- | ----- | ------------------ | ------- | --------------------------------------------------------- | ------- | ------------------------------------------------------ | ----- |
| 1921-1924   | Robert Leinert (de)                                             | SPD   | Felix Porsch (de)  | Zentrum | Wolfgang von Kries (de)                                   | DNVP    | Hugo Garnich (de)                                      | DVP   |
| 1924–1928   | Friedrich Bartels (de)                                          | SPD   | Wolfgang von Kries | DNVP    | Felix Porsch                                              | Zentrum | Hugo Garnich jusqu'en 1927 suivi de : Otto Wiemer (de) | DVP   |
| 1928–1932   | Friedrich Bartels jusqu'en 1931 suivi de : Ernst Wittmaack (de) | SPD   | Wolfgang von Kries | DNVP    | Felix Porsch jusqu'en 1929 suivi de : Josef Baumhoff (de) | Zentrum | Otto Wiemer                                            | DVP   |
| 1932–1933   | Hanns Kerrl                                                     | NSDAP | Wolfgang von Kries | DNVP    | Josef Baumhoff                                            | Zentrum | Heinrich Haake (de)                                    | NSDAP |
| 1933        | Hanns Kerrl                                                     | NSDAP | Heinrich Haake     | NSDAP   | Josef Baumhoff                                            | Zentrum | Wolfgang von Kries                                     | DNVP  |